# Theridion maranum
Theridion maranum är en spindelart som beskrevs av Claude Lévi 1963. Theridion maranum ingår i släktet Theridion och familjen klotspindlar.
Artens utbredningsområde är Venezuela. Inga underarter finns listade i Catalogue of Life.